# Porcia
Porcia – miejscowość i gmina we Włoszech, w regionie Friuli-Wenecja Julijska, w prowincji Pordenone.
Według danych na rok 2004 gminę zamieszkiwało 13 598 osób, 468,9 os./km².

## Miasta partnerskie
- Spittal an der Drau